# Leichtathletik-Europameisterschaften 1998/1500 m der Männer

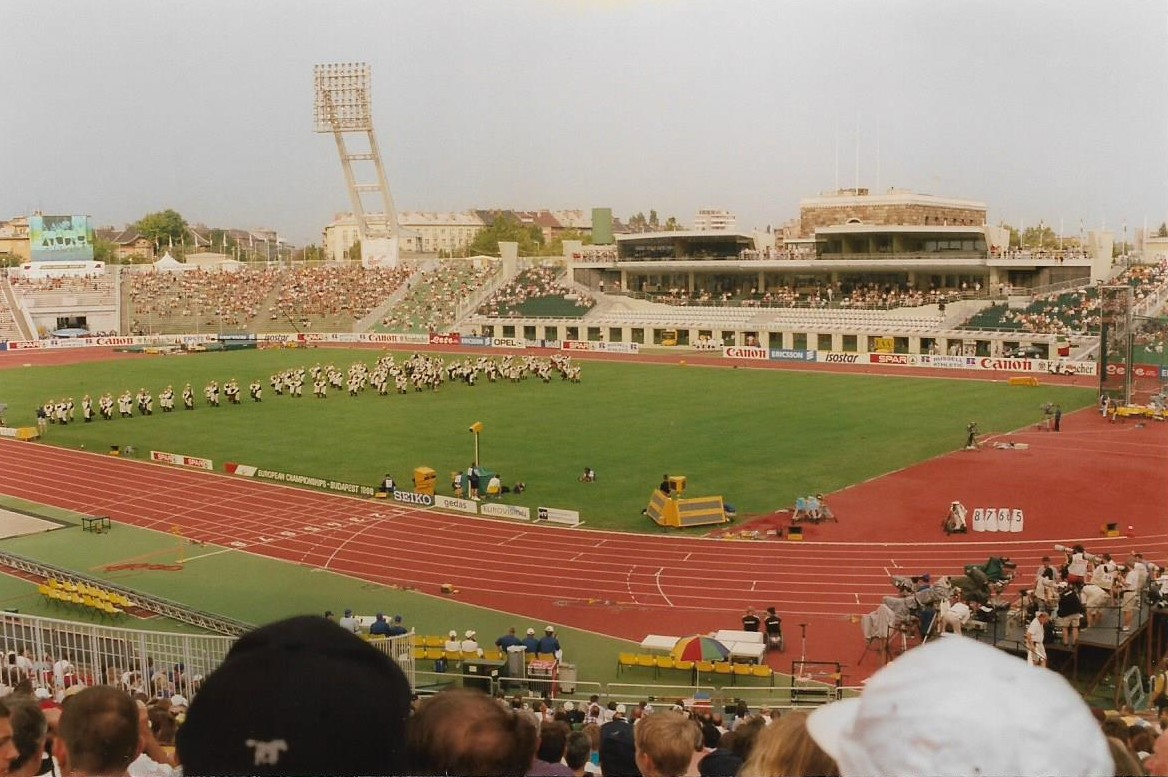
Das Népstadion von Budapest im Jahr 1998

Der 1500-Meter-Lauf der Männer bei den Leichtathletik-Europameisterschaften 1998 wurde am 18. und 20. August 1998 im Népstadion der ungarischen Hauptstadt Budapest ausgetragen.
In diesem Wettbewerb errangen die spanischen Mittelstreckler mit Gold und Bronze zwei Medaillen.
Europameister wurde der WM-Dritte von 1997 Reyes Estévez.
Er gewann vor dem Portugiesen Rui Silva.
Bronze ging an den Titelverteidiger, Olympiasieger von 1992, Olympiazweiten von 1996, Vizeweltmeister von 1997 und Europarekordinhaber Fermín Cacho.

## Bestehende Rekorde
| Weltrekord           | 3:26,00 min | Hicham El Guerrouj | Rom, Italien          | 14. Juli 1998   |
| Europarekord         | 3:28,95 min | Fermín Cacho       | Zürich, Schweiz       | 13. August 1997 |
| Meisterschaftsrekord | 3:35,27 min | Fermín Cacho       | EM Helsinki, Finnland | 9. August 1994  |

Die drei Rennen hier in Budapest wurden ausnahmslos in einem gemäßigten Tempo mit Ausrichtung auf eine Spurtentscheidung gestaltet. So wurde der bestehende EM-Rekord nicht erreicht. Die schnellste Zeit erzielte der spätere Bronzemedaillengewinner Fermín Cacho aus Spanien im zweiten Vorlauf mit 3:38,52 min, womit er 3,25 s über dem Rekord blieb. Zum Europarekord fehlten ihm 9,57 s, zum Weltrekord 12,52 s.

## Legende
| DNF | Wettkampf nicht beendet (did not finish) |

## Vorrunde
18. August 1998
Die Vorrunde wurde in zwei Läufen durchgeführt. Die ersten vier Athleten pro Lauf – hellblau unterlegt – sowie die darüber hinaus vier zeitschnellsten Läufer – hellgrün unterlegt – qualifizierten sich für das Halbfinale. Alle Sportler, die über das Finale ihre Zeit erreichten, kamen aus dem zweiten etwas schnelleren Vorlauf.

### Vorlauf 1

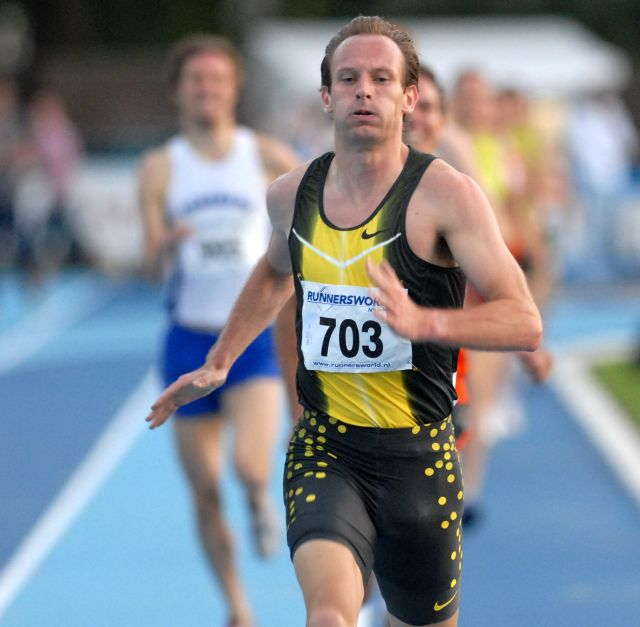
Gert-Jan Liefers reichte sein sechster Rang im ersten Vorlauf nicht für die Finalteilnahme

| Platz | Name                  | Nation         | Zeit (min) |
| ----- | --------------------- | -------------- | ---------- |
| 1     | Reyes Estévez         | Spanien        | 3:41,53    |
| 2     | John Mayock           | Großbritannien | 3:41,69    |
| 3     | Anthony Whiteman      | Großbritannien | 3:41,71    |
| 4     | Rui Silva             | Portugal       | 3:41,87    |
| 5     | Gert-Jan Liefers      | Niederlande    | 3:42,21    |
| 6     | Andrei Sadoroschny    | Russland       | 3:42,77    |
| 7     | Peter Philipp         | Schweiz        | 3:43,30    |
| 8     | Panayiótis Stroubákos | Griechenland   | 3:44,01    |
| 9     | Nadir Bosch           | Frankreich     | 3:46,00    |
| 10    | Dirk Heinze           | Deutschland    | 3:46,11    |
| 11    | Darko Radomirović     | BR Jugoslawien | 3:46,86    |
| 12    | Werner Edler-Muhr     | Österreich     | 3:47,62    |

### Vorlauf 2

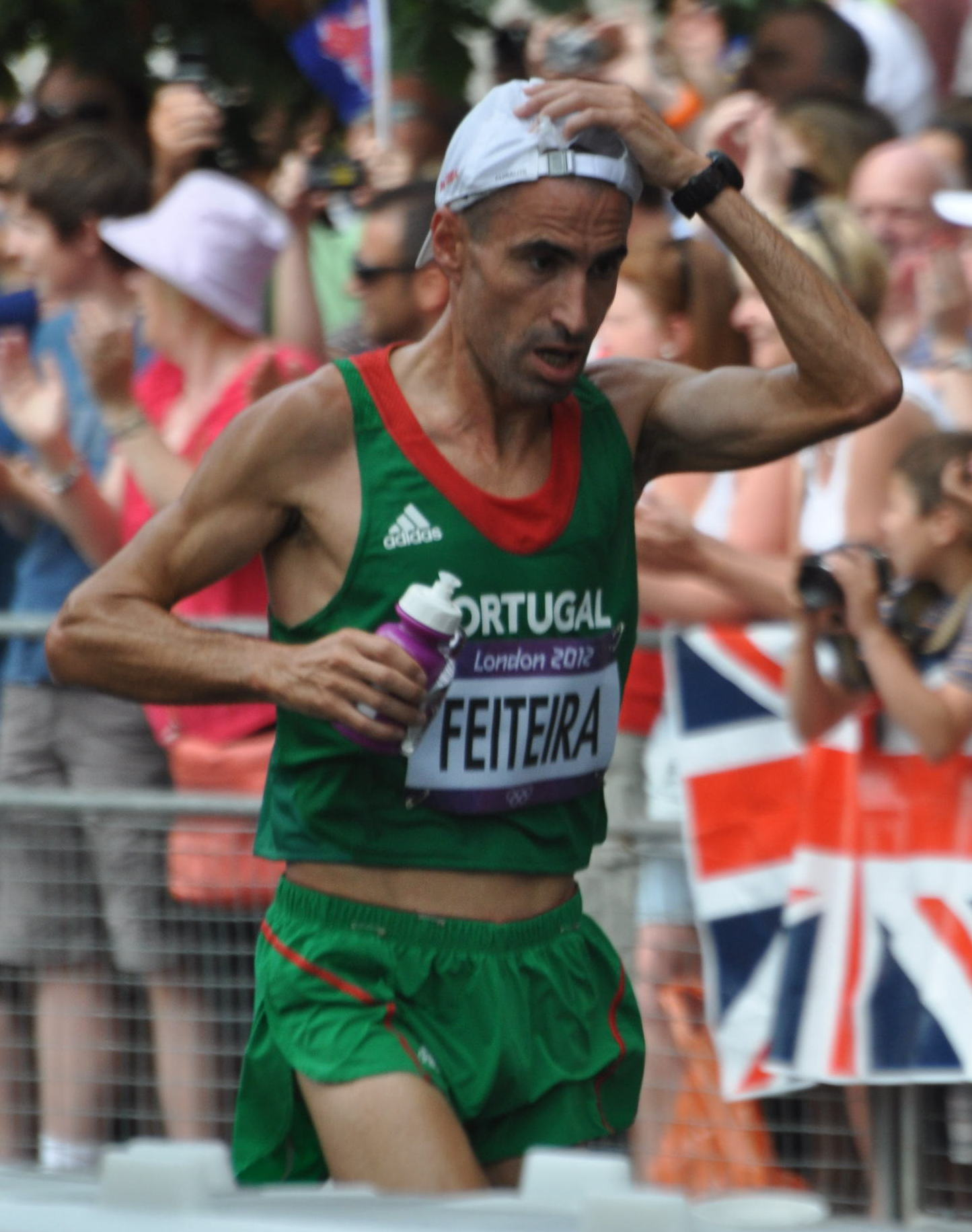
Luís Feiteira (hier bei einem Marathonrennen im Jahr 2012) schied als Neunter des zweiten Vorlaufs aus

| Platz | Name                   | Nation         | Zeit (min) |
| ----- | ---------------------- | -------------- | ---------- |
| 1     | Fermín Cacho           | Spanien        | 3:38,52    |
| 2     | Andrés Manuel Díaz     | Spanien        | 3:38,65    |
| 3     | Matthew Yates          | Großbritannien | 3:38,97    |
| 4     | Branko Zorko           | Kroatien       | 3:39,31    |
| 5     | Wjatscheslaw Schabunin | Russland       | 3:39,45    |
| 6     | Rüdiger Stenzel        | Deutschland    | 3:39,57    |
| 7     | Niall Bruton           | Irland         | 3:39,58    |
| 8     | Abdelkader Chékhémani  | Frankreich     | 3:39.77    |
| 9     | Luís Feiteira          | Portugal       | 3:45,00    |
| 10    | Alexandru Vasile       | Rumänien       | 3:46,95    |
| 11    | Balázs Tölgyesi        | Ungarn         | 3:47,01    |
| DNF   | Giuseppe D’Urso        | Italien        |            |

## Finale

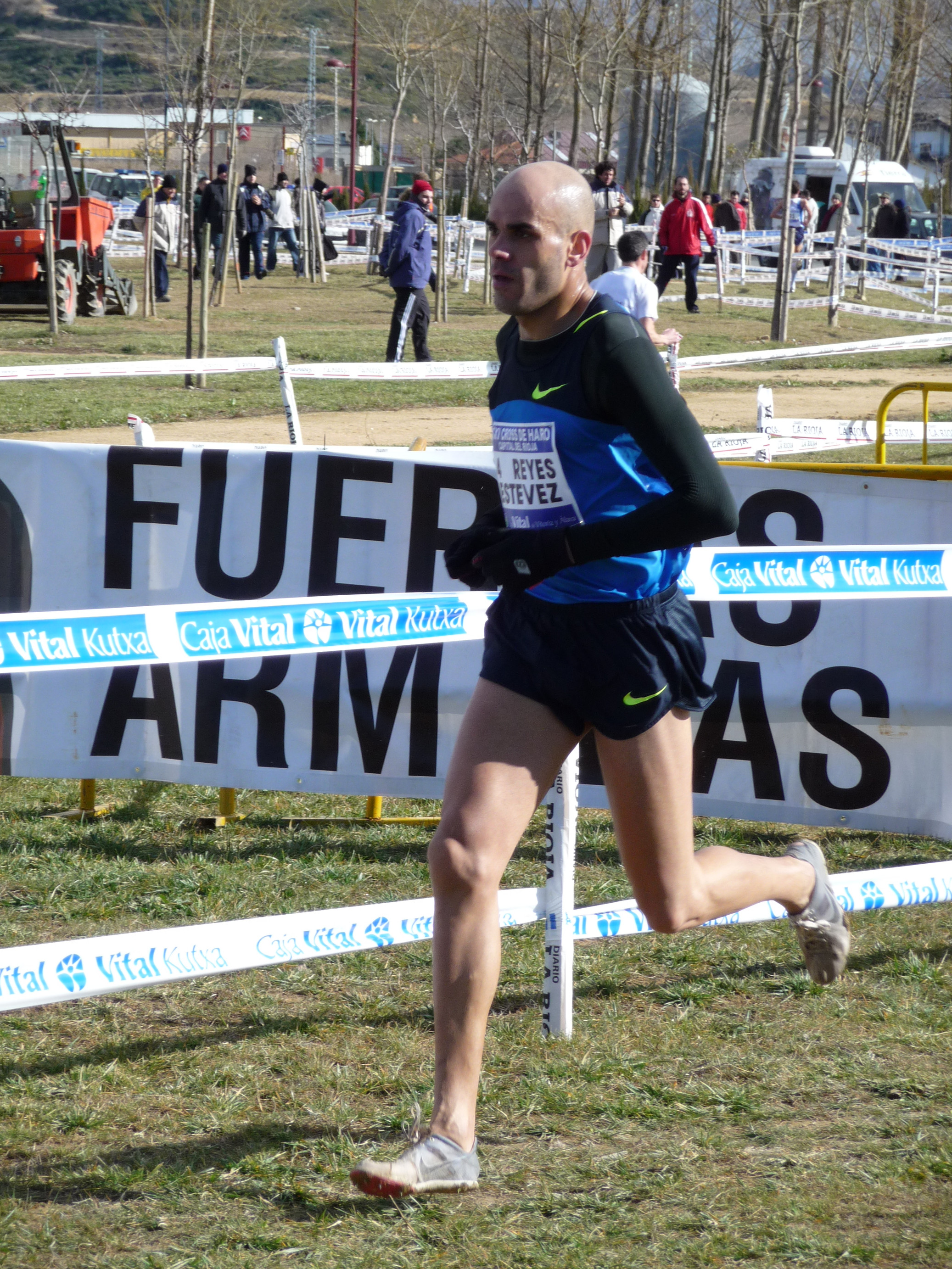
Der WM-Dritte von 1997 Reyes Estévez gewann dieses Rennen – 1999 wurde er erneut WM-Dritter und 2002 Vizeeuropameister

20. August 1998
| Platz | Name                   | Nation         | Zeit (min) |
| ----- | ---------------------- | -------------- | ---------- |
| 1     | Reyes Estévez          | Spanien        | 3:41,31    |
| 2     | Rui Silva              | Portugal       | 3:41,54    |
| 3     | Fermín Cacho           | Spanien        | 3:42,13    |
| 4     | Anthony Whiteman       | Großbritannien | 3:42,27    |
| 5     | John Mayock            | Großbritannien | 3:42,58    |
| 6     | Matthew Yates          | Großbritannien | 3:42,63    |
| 7     | Rüdiger Stenzel        | Deutschland    | 3:42,73    |
| 8     | Abdelkader Chékhémani  | Frankreich     | 3:42,92    |
| 9     | Wjatscheslaw Schabunin | Russland       | 3:42,98    |
| 10    | Branko Zorko           | Kroatien       | 3:43,95    |
| 11    | Andrés Manuel Díaz     | Spanien        | 3:46,99    |
| 12    | Niall Bruton           | Irland         | 3:47,48    |

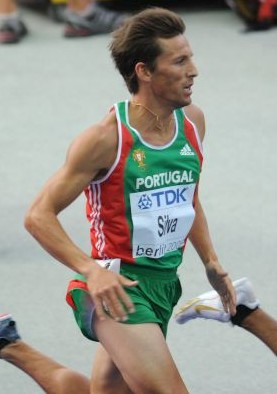
Vizeeuropameister Rui Silva – Bronze gab es für ihn später bei den Europameisterschaften 2002 und den Olympischen Spielen 2004
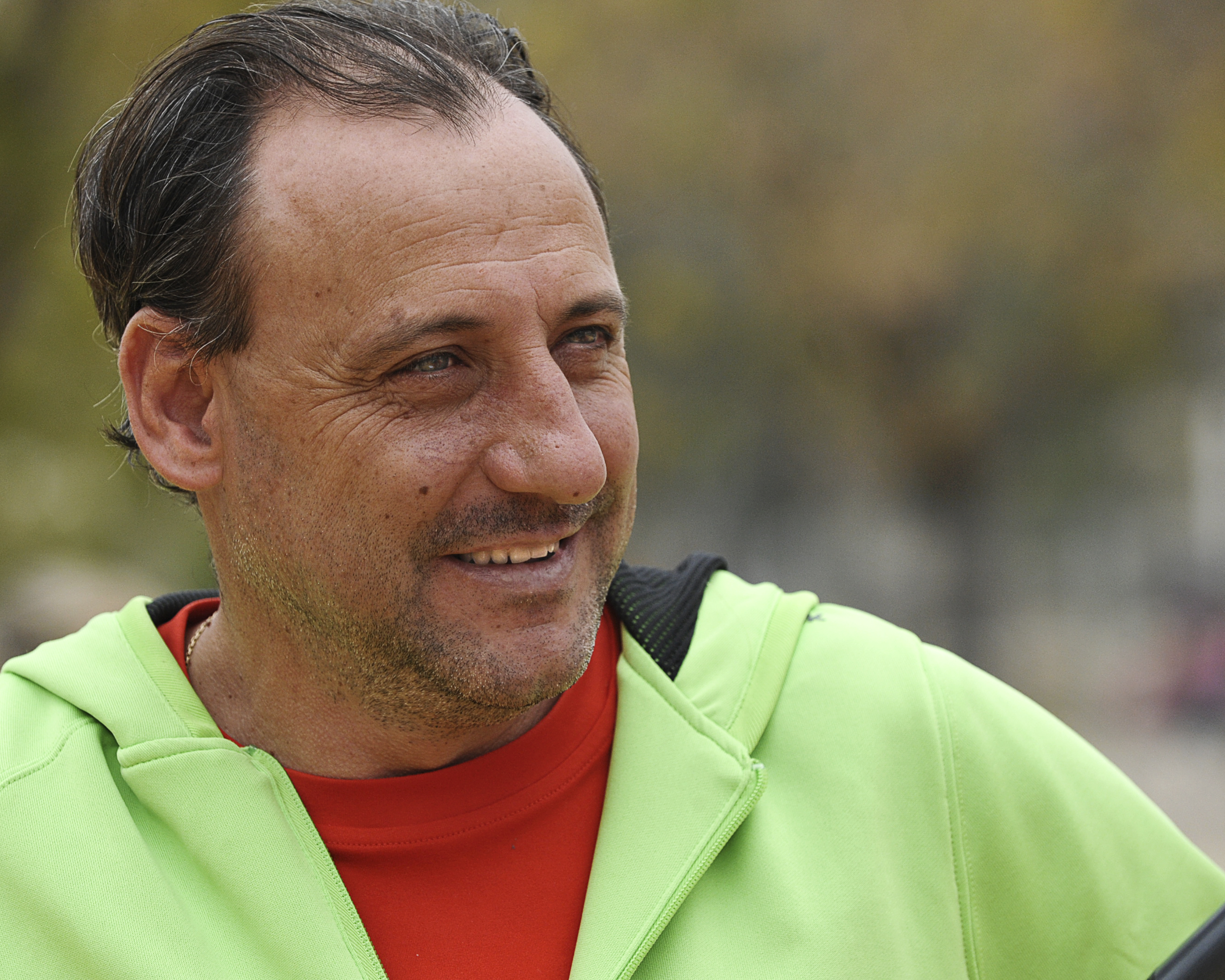
Bronze errang diesmal der Europarekordinhaber Fermín Cacho, Titelverteidiger, 1992 Olympiasieger, 1996 Olympiazweiter und 1997 Vizeweltmeister
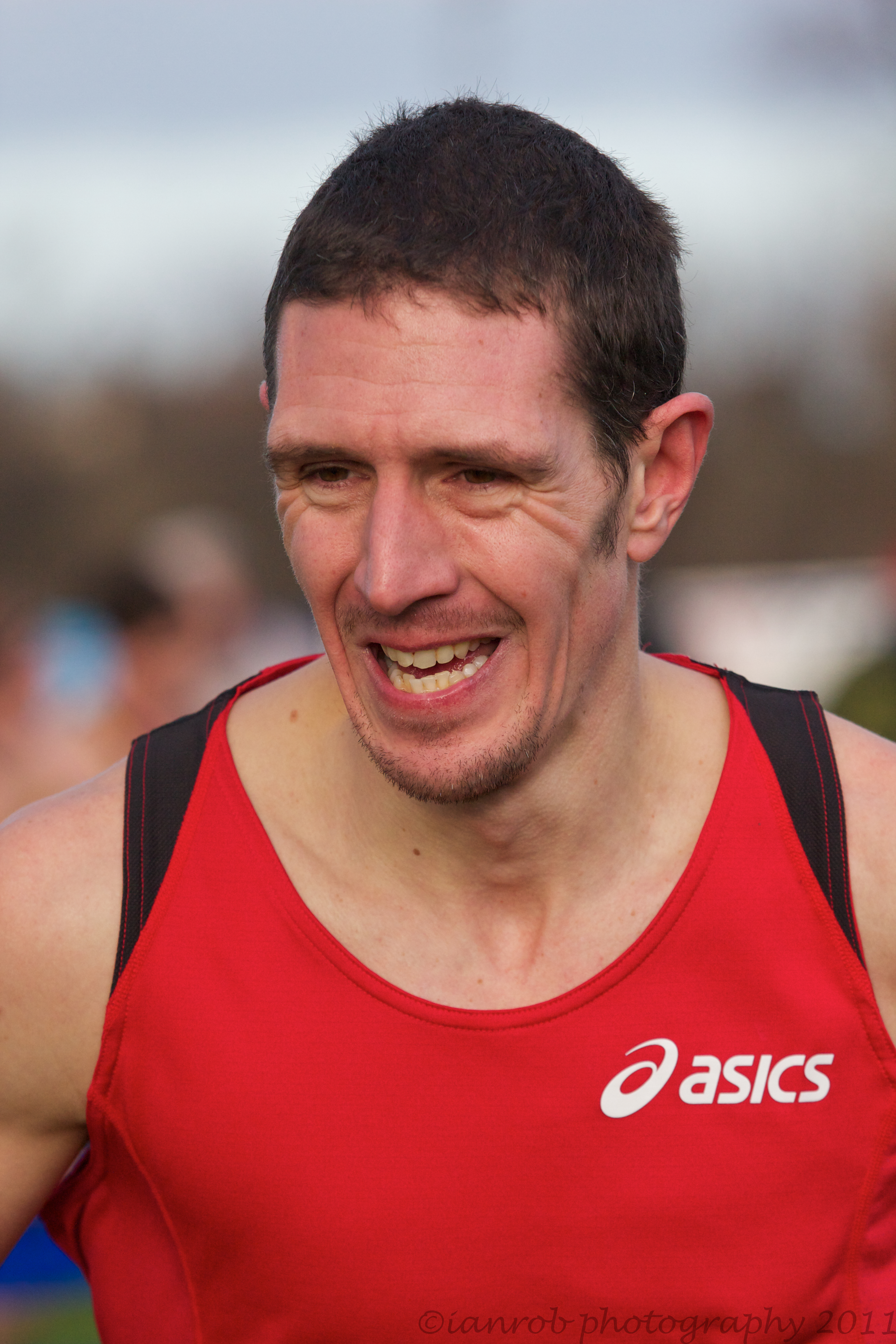
Anthony Whiteman belegte Rang vier
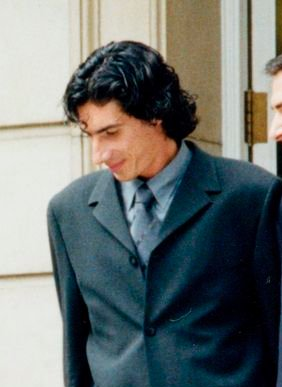
Andrés Manuel Díaz wurde Elfter in diesem Finale

## Videolinks
- Men's 1500m Final European Champs Budapest August 1998, youtube.com, abgerufen am 5. Januar 2023
- Men's 1500m Final European Champs Budapest 1998 youtube.com, abgerufen am 5. Januar 2023